# 秋保温泉
秋保温泉（あきう おんせん）は、宮城県仙台市太白区秋保町湯元（旧国陸奥国、明治以降は陸前国）に位置する温泉である。仙台都心からも近いため、宿泊のみならず、日帰り入浴にも利用されている。同じ宮城県の鳴子温泉、福島県の飯坂温泉とともに奥州三名湯の1つとして数えられる。また古くは「名取の御湯」と呼ばれ、兵庫県の有馬温泉や愛媛県の道後温泉と並んで「日本三名湯」の1つに数えられた。

## 泉質
- 弱塩泉
- ナトリウム・カルシウム-塩化物泉：低張性中性高温泉。源泉温度24度から60度[7]。

## 効能
リューマチ、神経痛、創傷、皮膚病、貧血、婦人病。

## 温泉街
仙台都心から見て西南西、旧秋保町内の東西に長い秋保盆地にあり、名取川が形成した河岸段丘の段丘面上に温泉街が広がる。温泉街付近では、段丘崖と名取川により磊々峡（北緯38度13分26秒 東経140度43分45.6秒 / 北緯38.22389度 東経140.729333度）と呼ばれる渓谷が続く。
秋保温泉旅館組合に加盟する温泉宿泊施設（旅館・ホテル）は名取川右岸（南岸）にほとんどがあるが、観光案内所の機能も持つ「秋保・里センター」（せんだい秋保文化の里センター、北緯38度13分30.4秒 東経140度43分37.2秒）あるいは秋保温泉入口交差点をはさんで西側（北緯38度13分38.4秒 東経140度43分12.8秒 / 北緯38.227333度 東経140.720222度）と東側（北緯38度13分20.4秒 東経140度43分55.4秒 / 北緯38.222333度 東経140.732056度）とに分かれて集積しており、西側のさらに名取川上流の神ヶ根温泉（北緯38度14分34.5秒 東経140度41分29.6秒 / 北緯38.242917度 東経140.691556度）まで計16館（客室総数1,242室、総収容人員6,172人/日）がある。奥羽山脈・二口峠を越えて仙台と山形を最短でつなぐ二口街道が当地を貫いており、「秋保・里センター」の西側地区には平安時代に起源を有する宿のほか、江戸時代の寛永年間あるいは元禄年間に創業した老舗旅館が建ち並んでいる。
温泉街は仙台都心から車で30分程度と近く、数百台を収容できる駐車場、数百人を収容できるコンベンションホール、そして、高級ホテルのスイートルームに匹敵する部屋（離れ）を有する施設が複数存在し、仙台都市圏で最高の価格とサービスを提供しているため、仙台におけるコンベンション地区として機能し、賓客接待にも用いられている。同様に仙台郊外には松島などにも高級ホテル・旅館が存在することから、仙台都心にいわゆる高級ホテルが立地できない要因ともなってきた。
2008年（平成20年）の仙台・宮城デスティネーションキャンペーンに合わせて松島に松島温泉が開湯し、仙台都心では2010年（平成22年）に仙台トラストタワーに外資系高級ホテルのウェスティンホテル仙台が開業したため、競争激化から秋保温泉も変革を余儀なくされているが、それでも、コンベンション機能があるホテルまたは旅館（仙台観光コンベンション協会認定）の宿泊機能で比較すれば、秋保温泉は仙台圏で最大の収容能力を有し、スイートルームも仙台圏全87室のうち41室を占めるなど、仙台圏における優位性を維持している。
| エリア           | 客室数   | スイート | 収容人数  |
| ---------------- | -------- | -------- | --------- |
| 日本三景・松島   | 0382 室  | 03 室    | 01,634 名 |
| 仙台市・泉       | 0289 室  | 16 室    | 0550 名   |
| 仙台市・都心部   | 2,048 室 | 19 室    | 03,181 名 |
| 仙台市・作並温泉 | 091 室   | 00 室    | 0308 名   |
| 仙台市・秋保温泉 | 0876 室  | 41 室    | 04,461 名 |
| 蔵王・遠刈田温泉 | 0377 室  | 08 室    | 01,000 名 |
| 合計             | 4,063 室 | 87 室    | 11,134 名 |

2010年（平成22年）における当地の観光客入込数は108万7867人、宿泊客数は81万8805人だった。仙台都心を除く純観光地での比較では、入込数において松島357万人、鳴子温泉郷164万人に次ぐ宮城県内第3位、宿泊客数においては松島の69万人を超える宮城県内第1位の観光地である。
2010年代には、温泉地でのビジネスホテルの需要や海外からの観光客を含めた宿泊代の低廉化を求める顧客に対応する形で、既存のホテルの別棟で素泊まり中心のローコストの部屋を増設（浴場や食堂は、棟続きの従来の建物で対応）したり、元々ホテル運営会社の従業員寮として使用していた建物を独立したホテルに転用し、室内着などのアメニティを極力削減し、各部屋内にトイレやシャワールームを設置せずに宿泊者共同で利用することでコストを削減したホテルが開業するなど、立地する宿泊施設にも変化がみられる。

## 歴史
開湯時期は不明だが、古墳時代にはすでに存在したとする説も存在する。秋保温泉が歴史に登場するのは、第29代欽明天皇の代である。在位中（531年〜539年）に小瘡（皮膚病）に感染し、八方手を尽くして治療を行ったものの一向に治らなかったが、秋保温泉の効能を聞いてその湯を都に搬送させ、沐浴したところ数日で全快したとされ、天皇はその喜びを歌に詠んだ。その由来を刻んだ碑が温泉街の一隅に建てられている。
“覚束な雲の上まで見てしかな鳥のみゆけば跡はかもなし”（な鳥のみゆ＝名取の御湯）
以後、秋保温泉は皇室の御料温泉の1つとして位置づけられ「御湯」の称号を賜り、別所温泉（信濃御湯）、野沢温泉（犬養御湯）（あるいはいわき湯本温泉（三函御湯））と共に「日本三御湯」と称せられるようになった。「名取の御湯」は、「拾遺集」「大和物語」などにも歌われている。御湯であるが、日本三古湯（有馬・道後・白浜）ではない。
平安時代から戦国時代にかけて、秋保温泉の「湯守役」を勤めていたのが佐藤家である。伊達政宗の仙台入府後、秋保温泉に伊達家の藩主の御殿湯が整備されたが、この管理も佐藤家に任せられた（現在のホテル佐勘の祖）。
江戸時代初期までは、秋保温泉の源泉は1つで入浴場も1箇所のみであった。この入浴場の周りに宿泊所が設けられていた。当初、この宿泊所も佐藤家だけが管理していたが、1625年（寛永2年）に岩沼屋が、また元禄年間には水戸屋が、佐藤家と縁を結ぶ形で旅籠を開設する。武家はもちろん庶民の利用も活発となり、広く親しまれる湯治場の1つとして賑わうようになった。
大正時代に入ると秋保温泉と長町との間に、秋保石の採掘運搬を目的とした馬車軌道が開通した。しかし、所要時間は約2時間20分であり、徒歩での所要時間と大差なかった。その後、秋保石材軌道、秋保電気鉄道へと発展し、所要時間は約1時間に短縮された。さらに、長町駅では国鉄東北本線や仙台市電と接続し、戦後にかけ湯治客の輸送に大きく寄与した（秋保電気鉄道は1961年に廃止されている）。
戦後、各旅館とも近代的な建築に建て替えが進んでいたが、1980年代に入ると高層の大型観光ホテルが次々建てられた。すると、人口約5千人の秋保町の財政では高層ホテルに対応するポンプ車やはしご車などの消防車を配備することが困難となり、町は1985年（昭和60年）に仙台市と消防応援協定を締結した。さらに、従来型の簡易水道や下水処理を大量の宿泊客に対応するための上水道と下水道へ整備する必要にも迫られ、また、1981年（昭和56年）4月15日の笹谷トンネル開通で仙台～山形間の最短路になった国道286号が通る町中心部近くにおいて、赤石橋周辺がボトルネックとなって周辺道路が週末に大渋滞する状況も解決しなくてはならなくなった。しかし、町単独の財政ではこれらのインフラ整備は困難と考えられ、1988年（昭和63年）に仙台市へ編入合併、翌1989年（平成元年）に政令指定都市化という道を町は選んだ。
仙台市との合併後、渋滞の原因の1つである国道286号と宮城県道31号仙台村田線との接続部において、東北自動車道・仙台南ICから温泉街入口までの国道286号に片側2車線の生出バイパスが整備され、その先の国道286号でもボトルネックの赤石橋を回避する赤石バイパスが新設された（1990年代に整備が進んだ山形自動車道も渋滞の解消には役立った）。また、国道48号からは林道のみのアクセスだったが、仙台西道路・愛子バイパス・県道秋保温泉愛子線と続く仙台都心からの新たな最短経路が建設され、更に国道457号もできた。これら道路の整備により、仙台都心から車で約20分、最寄インターチェンジから約10分という利便性を得た。また、釜房ダムなどを水源とする上水道が整備され、旧秋保町全体の下水道普及率も政令市移行時の29.6%から88.6%になり、湯元地区には仙台市太白消防署秋保出張所も設置された。
バブル景気までは、各ホテル・旅館とも団体旅行や宿泊を伴う大型忘年会などで賑わい、宴会部門を主な収入の柱にした経営をしていた。また、同時期に仙台市に編入合併した旧宮城町内の作並温泉（片側1車線の国道48号あるいは全線単線の仙山線・作並駅でアクセス）と比べて利便性が高くなり、投資や観光客も集中した。しかし、バブル崩壊後は旅行の少人数化で宴会を伴わない客層に変化し、団体客が減少して宴会部門の収益が激減した。そのため、倒産したり、買収される旅館も出るなど、各ホテル・旅館とも収益構造の変化を強いられた。その中で、域外資本による低価格販売路線を打ち出す宿の登場（あるいは、既存の高級ホテル運営の企業が、近隣や棟続きの別施設で低価格路線を行うなど、2極化しているケースもある）や、既存の宿の方向性転換による個人客向け高級温泉宿など様々な宿が存在する温泉街へと変化した。

## 周辺観光地
宮城県内
- 磊々峡（らいらいきょう）
- 秋保大滝
- 仙台万華鏡美術館
- 天守閣自然公園
- 秋保工芸の郷
- 仙台市天文台
- 錦ケ丘ヒルサイドモール
- 二口渓谷（二口峡谷）
- 国営みちのく杜の湖畔公園
- 釜房湖（釜房ダム）
- 仙台市都心部

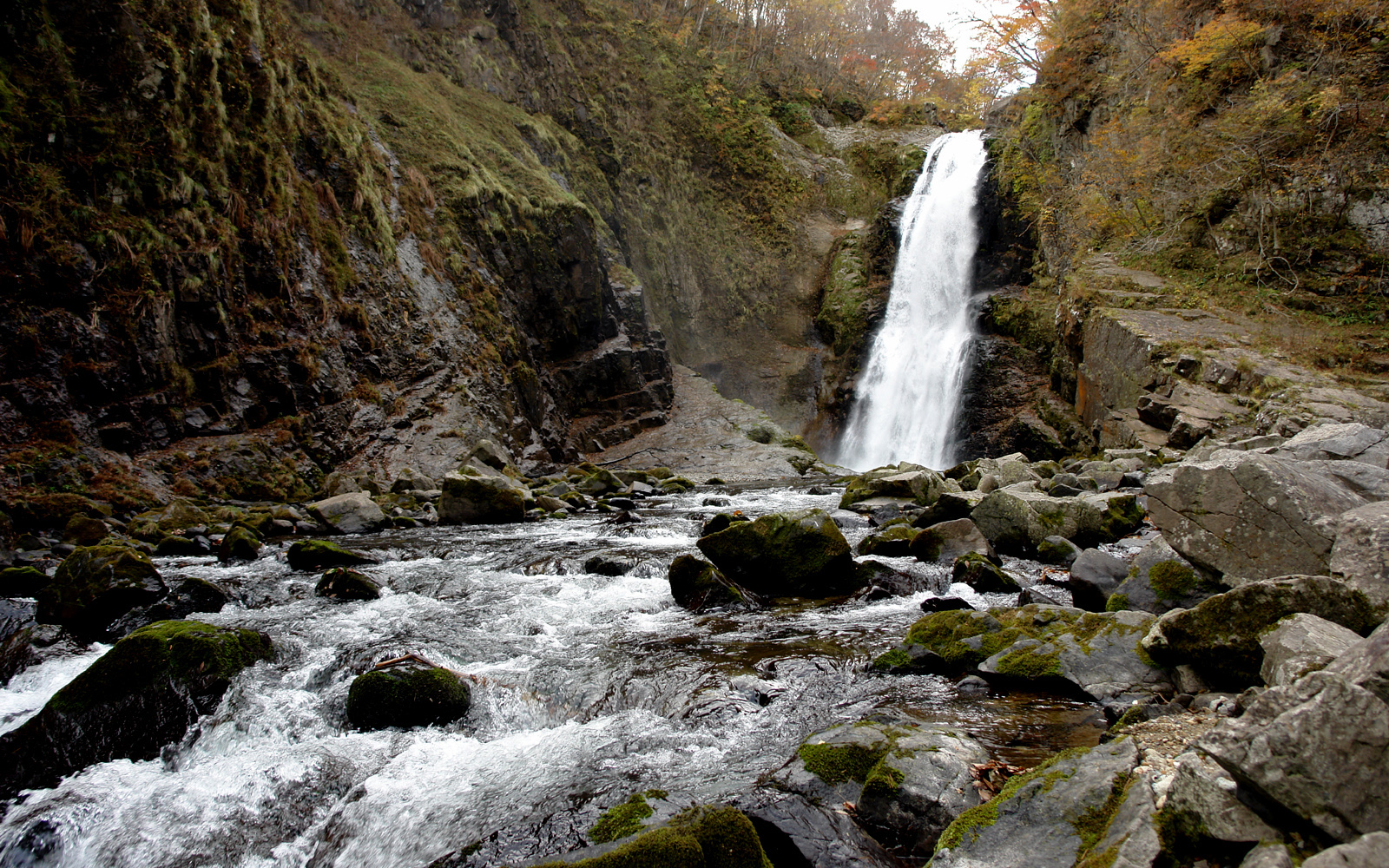
秋保大滝
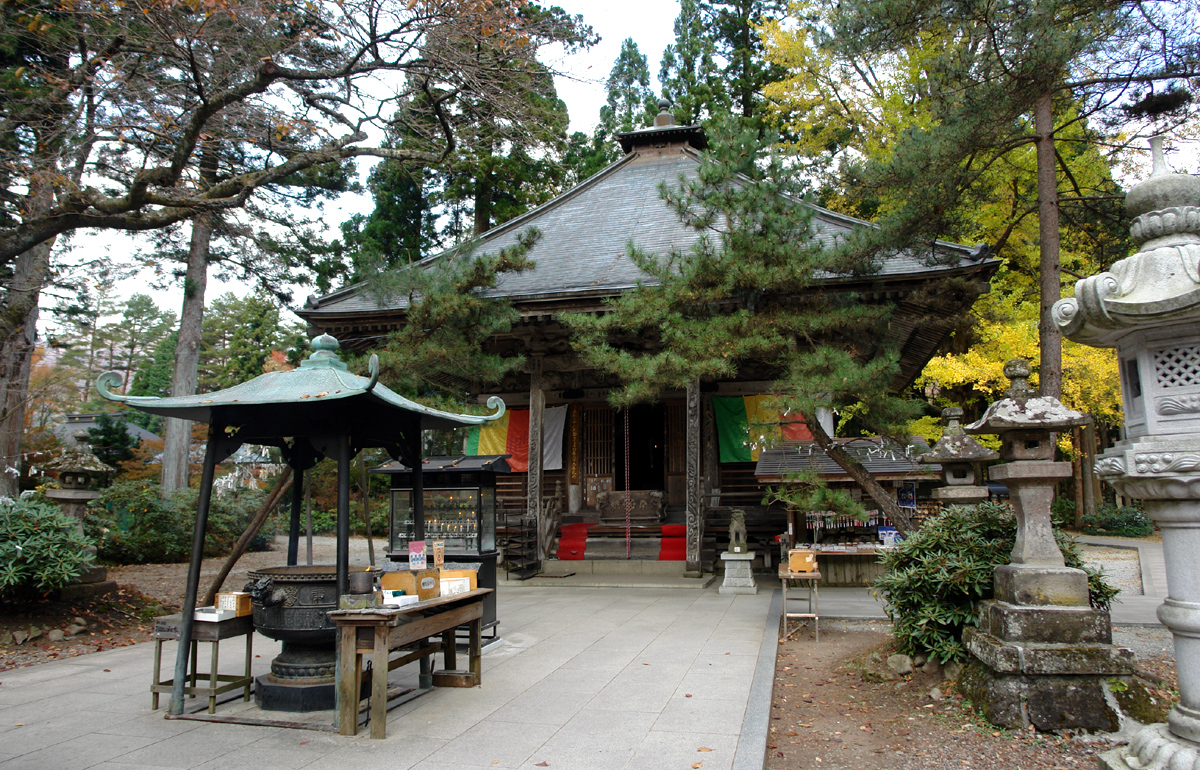
秋保大滝不動尊
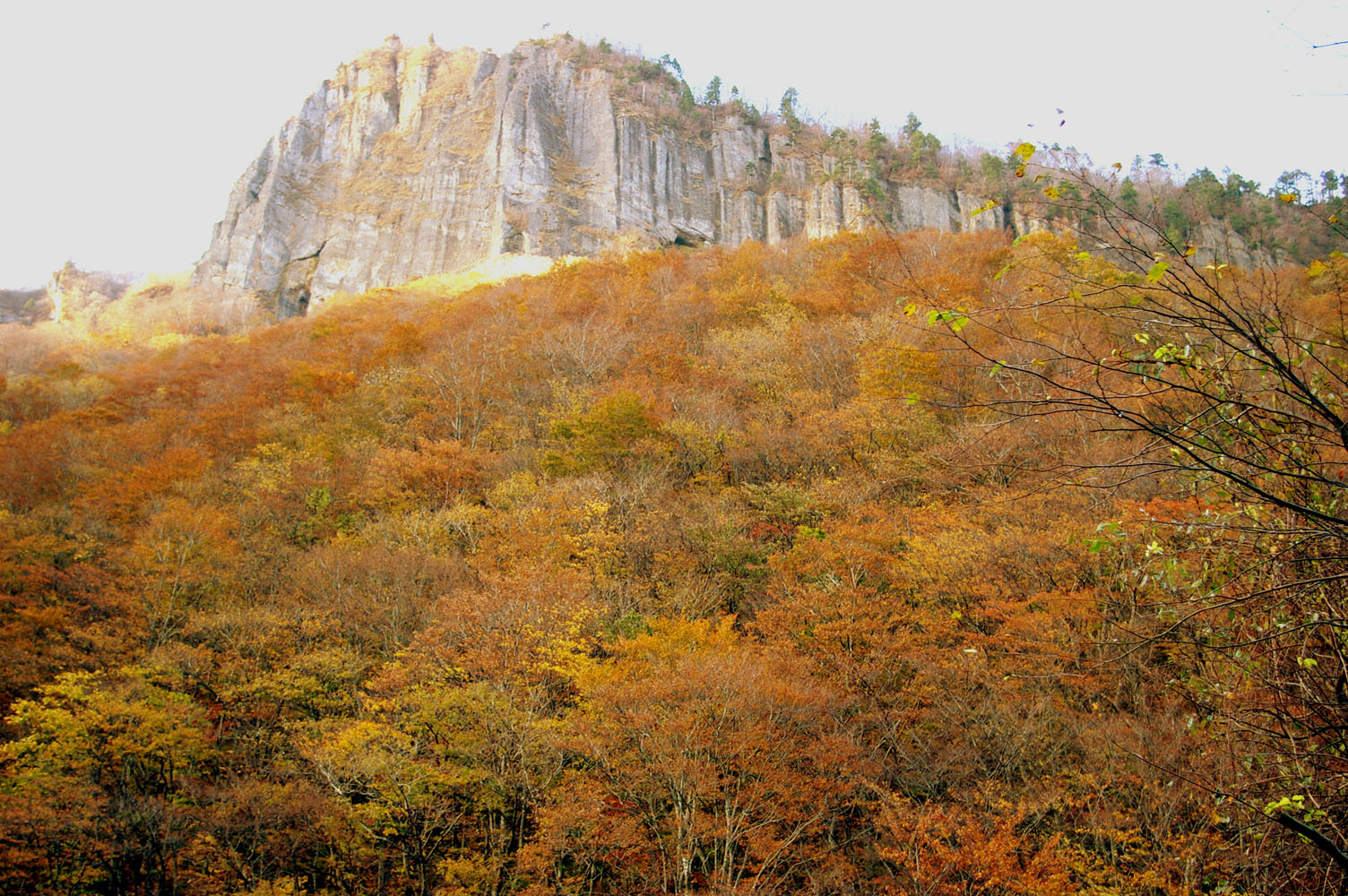
二口渓谷の磐司岩
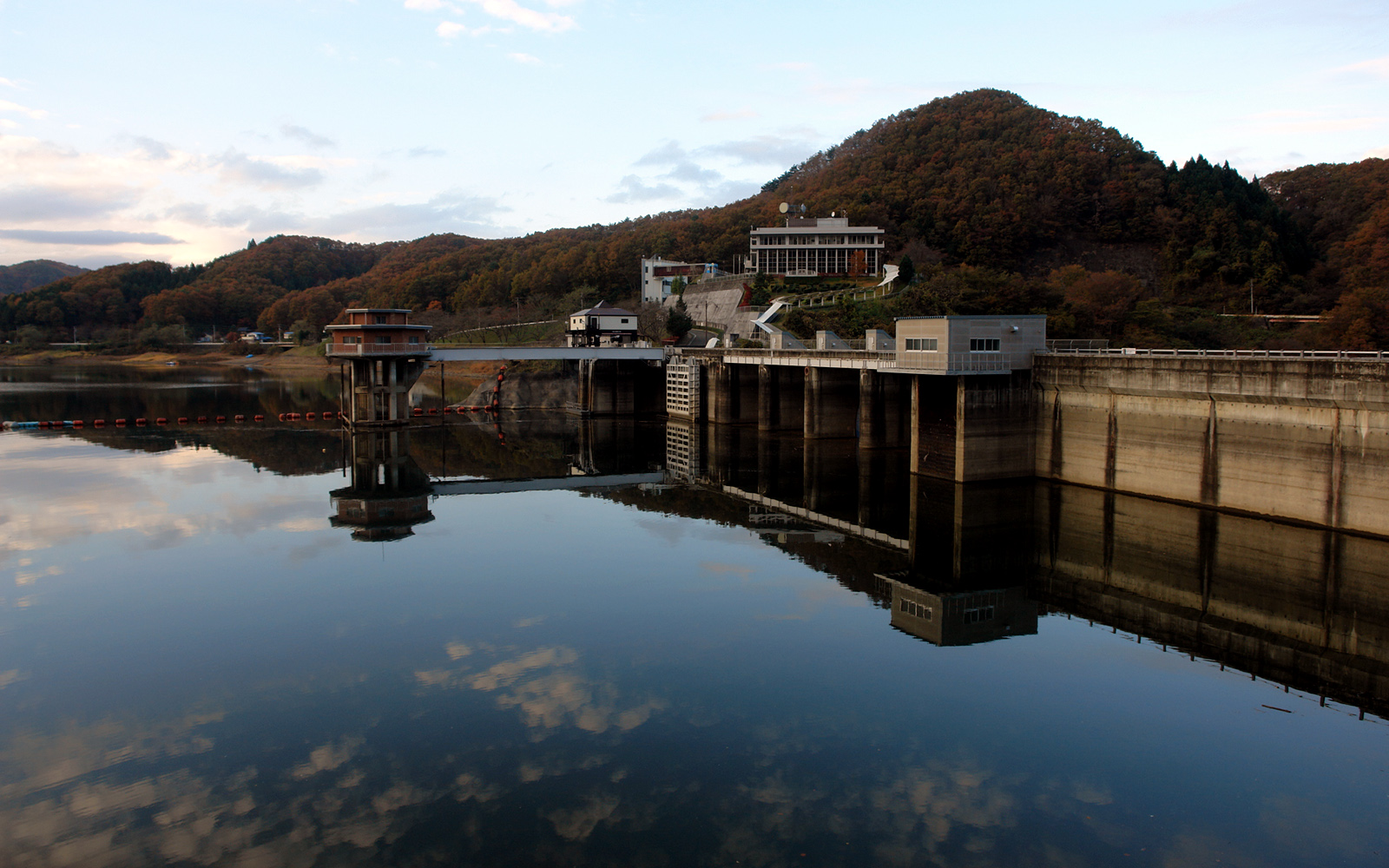
釜房ダム
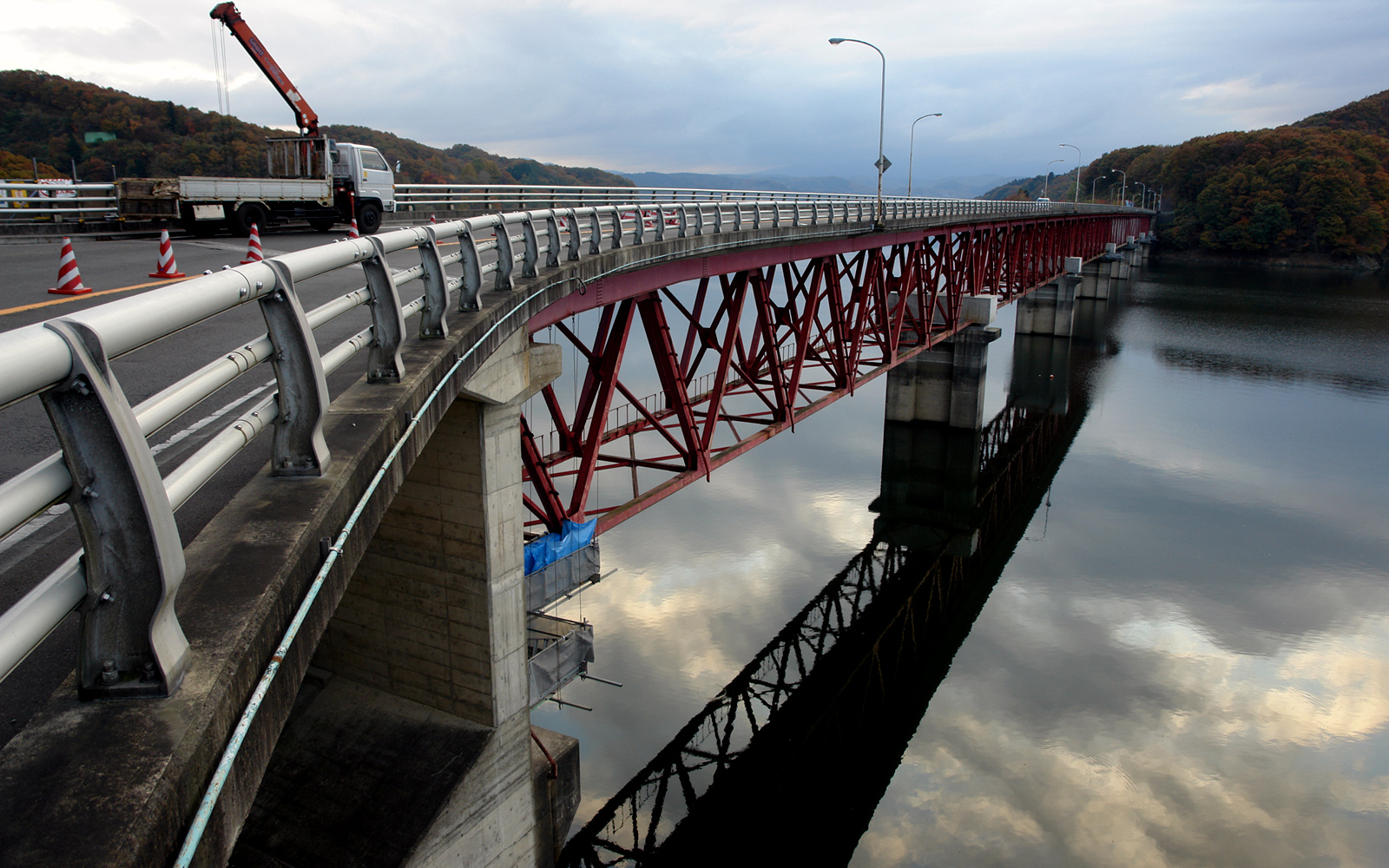
釜房大橋
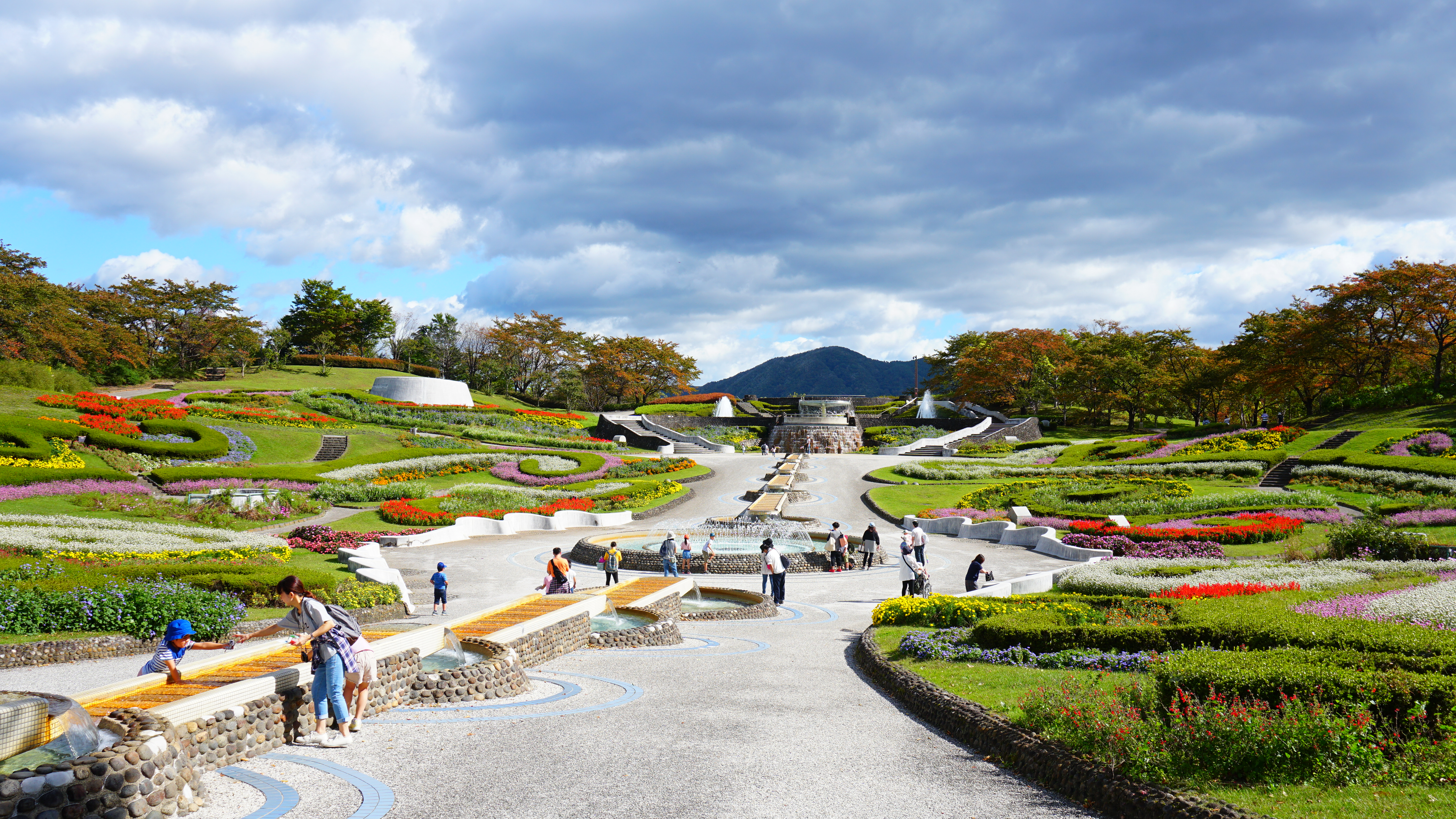
みちのく杜の湖畔公園

山形県内
- 立石寺（山寺）
  - 宮城県道62号仙台山寺線を通って二口林道で奥羽山脈を越える必要あり。
- 面白山高原

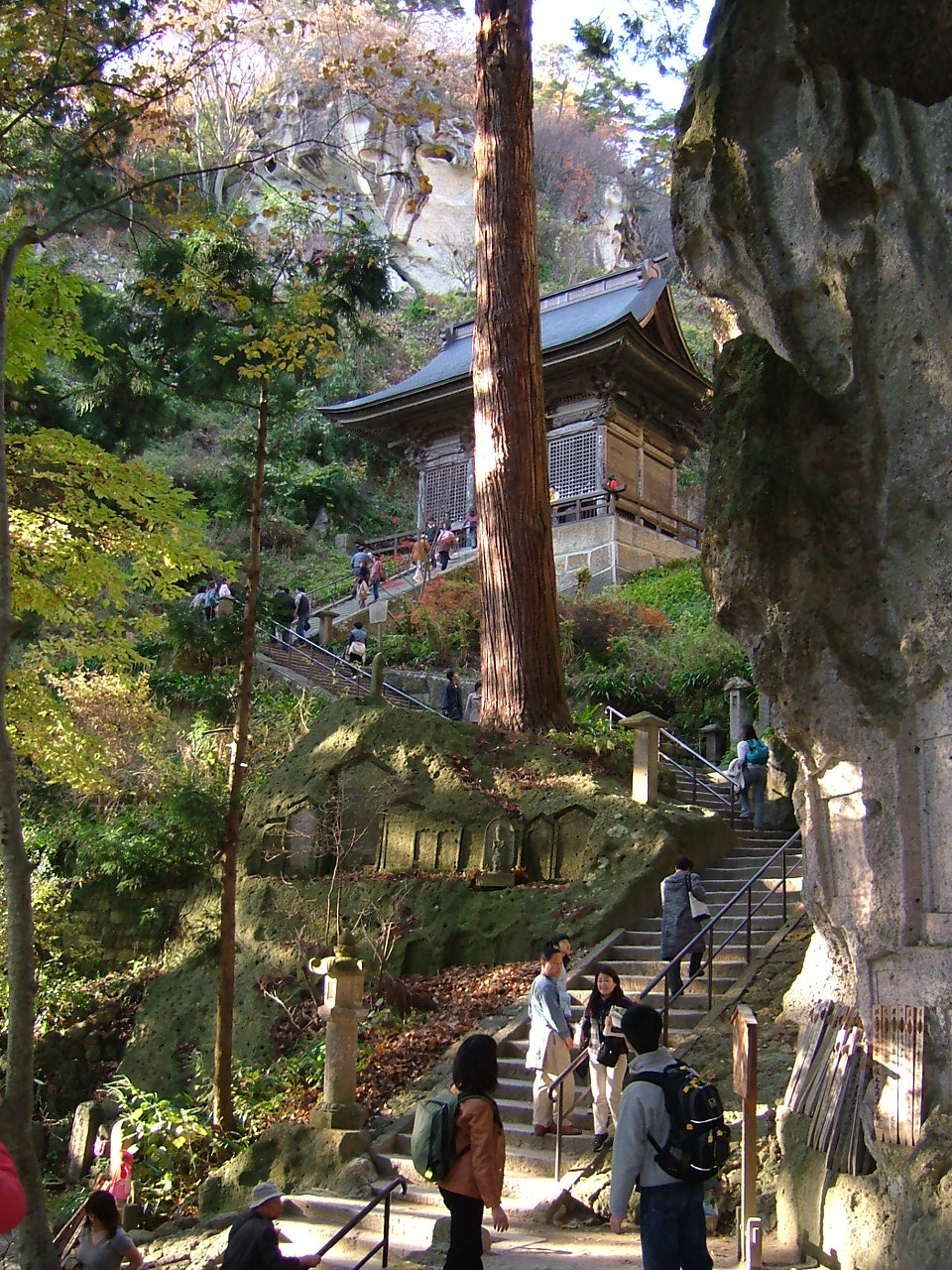
山寺
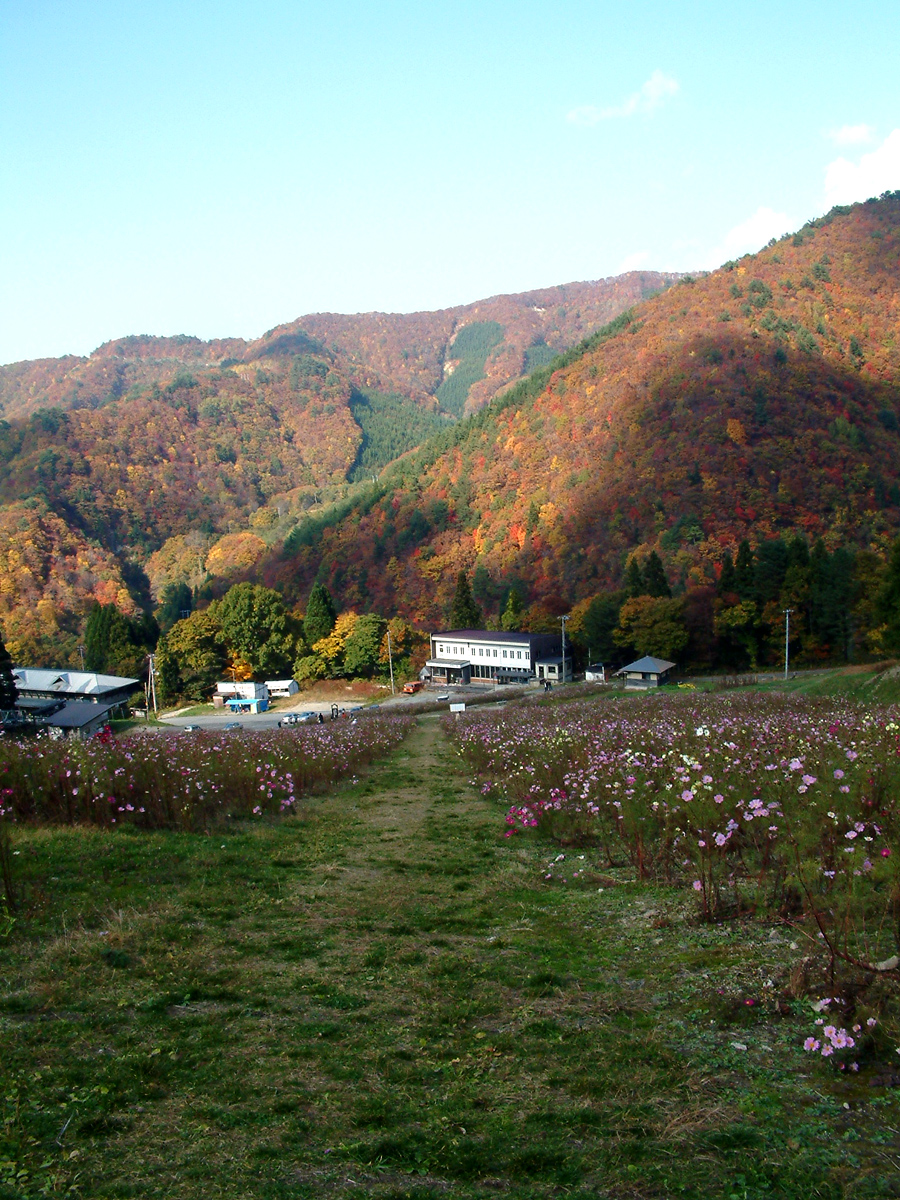
面白山高原コスモスベルグ

## アクセス
- 自家用車（秋保温泉入口交差点までの値）
  - JR仙台駅から、国道48号（仙台西道路、愛子バイパス）、県道秋保温泉愛子線：17.4 km、約34分
  - 東北自動車道・仙台南ICから、国道286号、県道仙台山寺線：8.2 km、約16分。
  - 東北自動車道・仙台宮城ICから、国道48号愛子バイパス、県道秋保温泉愛子線：11.1 km、約21分。
  - 山形自動車道・宮城川崎ICから、国道457号、県道秋保温泉川崎線：13.1 km、約30分
- バス
  - JR仙台駅より
    - タケヤ交通「仙台西部ライナー」かわさきまち行乗車、約29分（佐勘前までの所要時間）
    - 宮城交通快速バスで約45分、一般路線バス（長町駅・仙台市地下鉄南北線長町南駅からも利用可）で1時間前後。

  - JR仙山線・愛子駅から仙台市営バスで15分（本数は極めて少ない）。
- 送迎バス
  - ほとんどの宿泊施設が仙台駅東口観光・送迎バス乗降場発着の送迎バスのサービスを実施している[1]。